# Мечеть Укба
Мечеть Укба (араб. جامع عقبة‎), также известная как Великая мечеть Кайруана (араб. جامع القيروان الأكبر‎) — одна из крупнейших мечетей в Тунисе, расположенная в городе Кайруане. Будучи исторически первой столицей мусульманского Магриба, Кайруан считается духовным и религиозным центром Туниса и иногда — четвёртым священным городом ислама. Являясь своего рода символическим зданием города, Великая мечеть считается старейшей святыней и самой важной мечетью мусульманского Запада. Внесённая с 13 марта 1912 года в список охраняемых исторических памятников в Тунисе, в 1988 году она, как и весь город Кайруан, была внесена в список Всемирного наследия ЮНЕСКО.

## Строительство
Построена арабским военачальником Укбой ибн Нафи примерно в 670 году н. э. (50 году по исламскому календарю) во время строительства города Кайруан. Мечеть занимает площадь в 9000 квадратных метров и является одним из древнейших мест богослужения в исламском мире; также она стала прообразом для всех более поздних по времени строительства мечетей в Магрибе. Великая мечеть в Кайруане считается одним из самых впечатляющих и крупнейших памятников исламской архитектуры в Северной Африке, её периметр составляет почти 405 метров. Это огромное пространство включает гипостильный молельный зал, огромный мраморный мощёный двор и массивный квадратный минарет. Помимо своего религиозного значения, мечеть Укба считается одним из шедевров как исламской архитектуры, как и всего исламского искусства в целом. Мечеть фигурирует во многих книгах и учебных пособиях по исламскому искусству.

## История

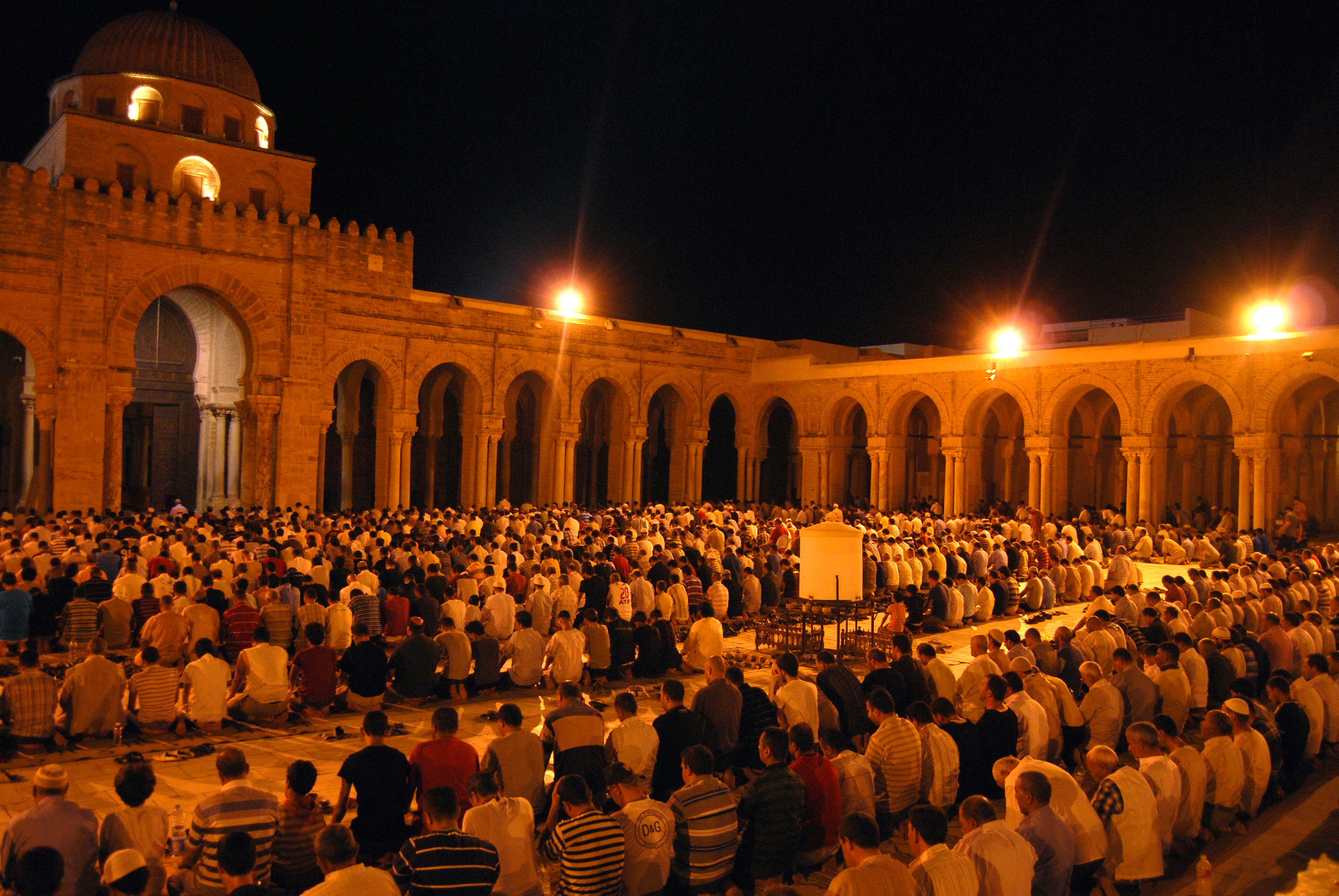
Таравих-намаз в мечети Укба (2012 г.).

Помимо своей художественной и архитектурной значимости, Великая мечеть в Кайруане сыграла, по мнению тунисского университетского преподавателя и историка ислама Мухаммеда Тальби, «главную роль в исламизации всего мусульманского Запада, в том числе Испании, и распространении маликитства».
Во время правления династии Аглабидов (IX век) мечеть получила свой сохранившийся поныне статус благодаря значительным работам, проводившимся в ней. Слава мечети Укбы и других святынь в Кайруане помогали городу развиваться и увеличивать население больше и больше. Университет, состоящий из учёных, которые преподавали в мечети, стал центром образования как в исламской мысли, так и в светских науках. Его роль можно сравнить с Парижским университетом в Средние века. С упадком города Кайруана, начиная с середины XI века, центр интеллектуальной мысли переместился в Университет аз-Зайтуна в Тунисе.